# Lacul Iset
Lacul Iset (în rusă Исетское озеро – Isetskoe) este un lac de acumulare amplasat la 25 km nord-vest de orașul Ekaterinburg, în imediata apropiere de orașul Sredneuralsk. Suprafața constituie 24 km², lungimea 8 km, lățimea medie 2,8 km. Adâncimea medie constituie 2,5 m, iar cea maximă 3,5 m. Astfel, este un lac de adâncime mică, cu o serie de golfuri superficiale: Lebeajii, Tioplîi, Ceremșanskii și Muleanka, toate amplasate pe litoralul estic.
În lac se revarsă râurile Șitovskii Istok, Ciornaia, Lebeajka și Muleanka. Lacul însuși se revarsă în râul omonim Iset. De asemenea, s-au format câteva insule mici: Solovețkii, Krasnenkii (datorită formei sale era numită în trecut „Șapka Monomaha” – „Căciula Monomahului”), Kamennîi (numită în trecut „Korablik” – „Corăbioara”).
Lacul este împrejmuit de următoarele așezări: orașul Sredneuralsk, satul Iset și cătunele Kopteaki și Murzinka.
Lacul este bogat în pește, cu specii precum bibanul, Rutilus, plătica, linul, ghiborțul, șalăul și știuca. Au fost aclimatizați cosașul și crapul.

## Istorie
În 1850 a demarat construcția unui baraj de pământ la izvorul râului Iset. Un secol mai târziu, în 1946, barajul de pământ a fost înlocuit cu unul de beton. Ca urmare, nivelul lacului a crescut până la mărimea din prezent. Apa lacului este folosită de Termocentrala Sredneuralsk (Sredneuralskaia GRES). Recent, către sfârșitul anilor 2010, la centrală au fost instalate plase de protecție a peștilor la toate gurile de captare a apei.
Pe malurile lacului, arheologii au descoperit mai mult de o duzină de așezăminte omenești datând din neolitic până în epoca fierului. Pe una din insule au fost găsite imagini străvechi pictate cu ocru; odată cu creșterea nivelului apei, însă, acestea au fost inundate.

## Statut de protecție
Malurile lacului sunt pitorești și brăzdate de munți. Pentru a conserva peisajul tipic pentru taigaua meridională a Transuralului, în 2001 lacul Iset și pădurile din jur au fost declarate rezervație peisagistică. Suprafața zonei naturale protejate strict este de 4.738 ha.